# Roberta Metsola
Roberta Metsola, de son nom complet Roberta Metsola Tedesco Triccas, née le 18 janvier 1979 à San Ġiljan, est une femme politique maltaise, membre du Parti nationaliste et députée européenne depuis 2013. Le 18 janvier 2022, elle est élue présidente du Parlement européen. Elle succède ainsi à David Sassoli et devient la troisième femme à occuper la fonction.

## Biographie

### Vie privée
Née en 1979 à San Ġiljan, elle est l'aînée de trois enfants, qu'ont eus ses parents Rita et Geoffrey. Elle grandit dans la ville balnéaire de Gżira.
Mariée à un Finlandais, elle est mère de quatre garçons,.

### Études
Roberta Metsola a fait des études de droit. Elle est docteur de l'université de Malte en 2003. Elle obtient ensuite un master au Collège d'Europe en 2004. Pendant ses études, elle était secrétaire générale de l'organisation des Étudiants démocrates européens en 2002-2003.

## Carrière

### Sur le plan professionnel
De 2004 à 2012, elle est attachée chargée de la justice et des affaires intérieures au sein de la représentation permanente de Malte auprès de l'Union européenne. Elle est conseillère juridique au Service européen d'action extérieure de 2012 à 2013.

### En politique
Elle s'est plusieurs fois portée candidate à la députation européenne, à partir de la première élection européenne pour Malte en 2004, mais sans parvenir à être élue,.
Elle ne devient députée européenne qu'en 2013, en remplacement de Simon Busuttil, élu au Parlement maltais. Elle semble dès lors opter pour une carrière au sein des institutions politiques européennes. Issue du Parti nationaliste, elle siège au sein du groupe du Parti populaire européen. Elle fait partie de la commission des libertés civiles, de la justice et des affaires intérieures, de la commission spéciale sur la criminalité organisée, la corruption et le blanchiment de capitaux et de la délégation pour les relations avec l'Albanie, la Bosnie-Herzégovine, la Serbie, le Monténégro et le Kosovo.
Le 12 octobre 2020, elle devient première vice-présidente du Parlement européen après la nomination de Mairead McGuiness au poste de commissaire européenne aux Services financiers, à la Stabilité financière et à l'Union des marchés des capitaux.
Le 24 novembre 2021, elle est élue candidate officielle du PPE pour la présidence du Parlement européen, dans le cadre du renouvellement des postes de mi-mandat,,. Elle devient finalement première vice-présidente et assure, à ce titre, l'intérim de la présidence du Parlement européen à partir du 11 janvier 2022 après la mort de David Sassoli.

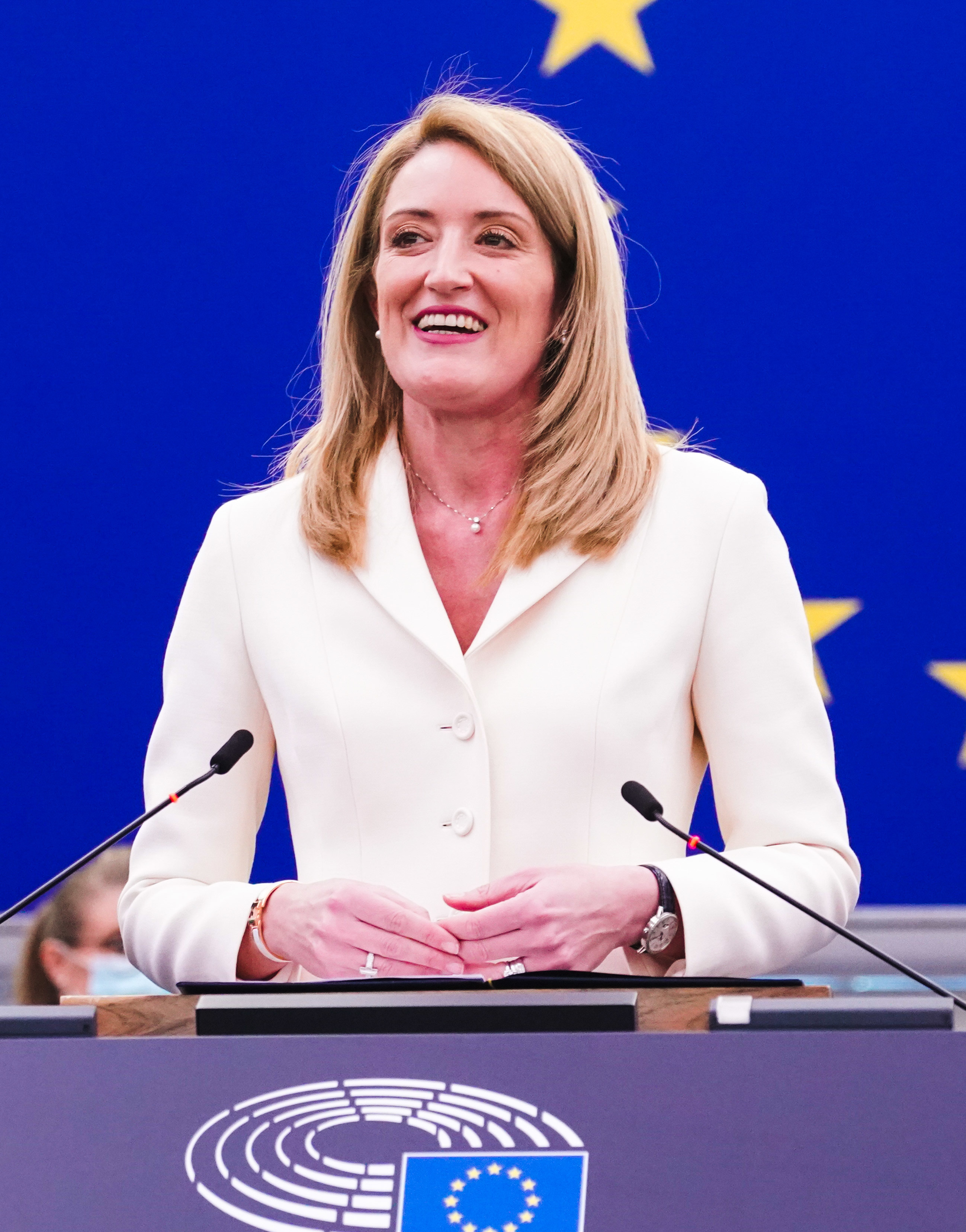
Roberta Metsola lors de son élection au Parlement européen en janvier 2022.

Le 18 janvier 2022, elle est élue présidente du Parlement européen au premier tour par 458 voix à la suite d'un accord entre les conservateurs, les centristes et les sociaux-démocrates,,,. Le 16 juillet 2024, Roberta Metsola est réélue présidente du Parlement européen avec le plus grand nombre de voix enregistrées pour un candidat dans l'histoire de l'institution.

### Positions politiques
Elle est considérée comme appartenant à l'aile la moins conservatrice de son groupe politique, défendant même des opinions progressistes sur l'État de droit et l’immigration. Elle a régulièrement défendu les droits des personnes LGBT+,. Elle a en revanche affiché des positions conservatrices en se déclarant anti-IVG, l'avortement étant interdit à Malte ; cette position lui attire des critiques lorsqu'elle devient présidente du Parlement européen, bien que l'IVG ne soit pas une compétence de cette institution. Elle s'est également abstenue sur un vote pour criminaliser au niveau européen les violences contre les femmes. Lors de son élection à la présidence du Parlement, elle a déclaré que, durant son mandat, elle représentera la position majoritaire du Parlement européen, qui reconnaît l'accès à un avortement sûr comme un droit humain.
Par ailleurs, en décembre 2019, elle a appelé à la démission du Premier ministre de son pays, Joseph Muscat, à la suite de l'assassinat de la journaliste Daphne Caruana Galizia.

## Décorations
- Ordre du grand-duc Gediminas, Grand-croix (Lituanie)[16]
- Ordre de la princesse Olga, 1re Classe (Ukraine)